# 勒布洛雄奶酪
勒布洛雄奶酪（法語：reblochon）產自法國的阿爾卑斯山附近地区一款标志性的奶酪，其产区包含上萨瓦省的大部分地区和萨瓦省的阿尔利河谷（Val d’Arly）。
此奶酪只采用当地农场和奶酪厂所生产的全脂生牛奶制成，距今已有5个多世纪的历史了。当时阿拉维山脉上（chaîne des Aravis）的农户需要向地主缴纳挤奶费。于是当地主走后，农夫们又开始悄悄地挤第二次奶，这次挤出的奶奶油含量更为丰富。因此这款富含奶油又十分滑腻的“瑞布罗申奶酪”就产生了。“Reblochon(勒布洛雄)”源于萨瓦方言中的“Reblocher”，意思是“重新挤奶”。
它分别于1958年和1996年通过原产地命名控制认证（A.O.C.）和原产地命名保护认证（A.O.P.）。
此奶酪有两种尺寸：半块装的勒布洛雄奶酪（Reblochon）和小块装勒布洛雄奶酪（Petit Reblochon）。
勒布洛雄奶酪呈圆形，奶油状质地，覆盖了一层细腻的白色“慕斯”，如同在奶酪颗粒状的橘红色表皮上铺上了一层薄纱。切开奶酪，乳白色的奶酪滑腻而柔软。
勒布洛雄奶酪外殼呈桃灰色，芝士肉很軟，上面有很多孔，氣味非常辛辣，但味道卻溫和。